# Tamango
Tamango (1958) este un film francez regizat de John Berry, după ce cariera sa a fost întreruptă de așa-zisa Listă Neagră de la Hollywood. Filmul prezintă o revoltă a sclavilor de pe o navă ce se îndreaptă dinspre Africa spre Cuba. Scenariul este bazat pe o povestire de Prosper Mérimée publicată în 1829.

## Distribuție
- Dorothy Dandridge ca Aiché, amanta lui Reiker
- Curd Jürgens ca Cpt. John Reiker
- Jean Servais ca Doctor Corot
- Alex Cressan ca Tamango
- Roger Hanin ca 1st Mate Bebe
- Guy Mairesse ca Werner
- Clément Harari ca Bucătar
- Doudou Babet ca Chadi
- Habib Benglia ca Șeful negru
- Pierre Rosso ca marinarul care face scufundări

## Legături externe
- Tamango la Internet Movie Database
- Tamango la Allmovie